# Pandemia di COVID-19 in Svezia
Il primo caso della pandemia di COVID-19 in Svezia è stato confermato il 31 gennaio 2020, si trattava di una donna rientrata da Wuhan. Dal 26 febbraio sono apparsi focolai multipli legati al rientro di altri cittadini da zone infette, mentre il 10 marzo è stata segnalata la diffusione locale nella contea di Stoccolma e di Västra Götaland. L'11 marzo è stato annunciato il primo decesso dovuto alla COVID-19.
Il 5 maggio 2023, l'Organizzazione mondiale della sanità dichiara ufficialmente la fine della pandemia.

## Antefatti
Il 12 gennaio 2020, l'Organizzazione mondiale della sanità (OMS) ha confermato che un nuovo coronavirus era la causa di una nuova infezione polmonare che aveva colpito diversi abitanti della città di Wuhan, nella provincia cinese dell'Hubei, il cui caso era stato portato all'attenzione dell'OMS il 31 dicembre 2019.
Sebbene nel tempo il tasso di mortalità della COVID-19 si sia rivelato decisamente più basso di quello dell'epidemia di SARS che aveva imperversato nel 2003, la trasmissione del virus SARS-CoV-2, alla base della COVID-19, è risultata essere molto più ampia di quella del precedente virus del 2003, e ha portato a un numero totale di morti molto più elevato.

## Andamento dei contagi
| Data | Data       |  | Numero di casi  | Numero di morti |
| --- | ---------- |  | --------------- | --------------- |
| 04-02-2020 | 04-02-2020 |  | 1(N.D.)         | 0(N.D.)         |
| ⋮ | ⋮          |  | 1(=)            |                 |
| 26-02-2020 | 26-02-2020 |  | 2(N.D.)         | 0(N.D.)         |
| 27-02-2020 | 27-02-2020 |  | 3(+50%)         | 0(N.D.)         |
| 28-02-2020 | 28-02-2020 |  | 11(+267%)       | 0(N.D.)         |
| 29-02-2020 | 29-02-2020 |  | 14(+27%)        | 0(N.D.)         |
| 01-03-2020 | 01-03-2020 |  | 14(=)           | 0(N.D.)         |
| 02-03-2020 | 02-03-2020 |  | 19(+36%)        | 0(N.D.)         |
| 03-03-2020 | 03-03-2020 |  | 32(+68%)        | 0(N.D.)         |
| 04-03-2020 | 04-03-2020 |  | 62(+94%)        | 0(N.D.)         |
| 05-03-2020 | 05-03-2020 |  | 87(+40%)        | 0(N.D.)         |
| 06-03-2020 | 06-03-2020 |  | 146(+68%)       | 0(N.D.)         |
| 07-03-2020 | 07-03-2020 |  | 179(+23%)       | 0(N.D.)         |
| 08-03-2020 | 08-03-2020 |  | 225(+26%)       | 0(N.D.)         |
| 09-03-2020 | 09-03-2020 |  | 326(+45%)       | 0(N.D.)         |
| 10-03-2020 | 10-03-2020 |  | 424(+30%)       | 0(N.D.)         |
| 11-03-2020 | 11-03-2020 |  | 620(+46%)       | 1(N.D.)         |
| 12-03-2020 | 12-03-2020 |  | 771(+24%)       | 1(=)            |
| 13-03-2020 | 13-03-2020 |  | 923(+20%)       | 2(+100%)        |
| 14-03-2020 | 14-03-2020 |  | 994(+7,7%)      | 3(+50%)         |
| 15-03-2020 | 15-03-2020 |  | 1 063(+6,9%)    | 5(+67%)         |
| 16-03-2020 | 16-03-2020 |  | 1 146(+7,8%)    | 7(+40%)         |
| 17-03-2020 | 17-03-2020 |  | 1 265(+10%)     | 8(+14%)         |
| 18-03-2020 | 18-03-2020 |  | 1 410(+11%)     | 14(+75%)        |
| 19-03-2020 | 19-03-2020 |  | 1 553(+10%)     | 21(+50%)        |
| 20-03-2020 | 20-03-2020 |  | 1 733(+12%)     | 30(+43%)        |
| 21-03-2020 | 21-03-2020 |  | 1 867(+7,7%)    | 38(+27%)        |
| 22-03-2020 | 22-03-2020 |  | 1 985(+6,3%)    | 49(+29%)        |
| 23-03-2020 | 23-03-2020 |  | 2 167(+9,2%)    | 60(+22%)        |
| 24-03-2020 | 24-03-2020 |  | 2 397(+11%)     | 81(+35%)        |
| 25-03-2020 | 25-03-2020 |  | 2 711(+13%)     | 103(+27%)       |
| 26-03-2020 | 26-03-2020 |  | 2 997(+11%)     | 134(+30%)       |
| 27-03-2020 | 27-03-2020 |  | 3 363(+12%)     | 166(+24%)       |
| 28-03-2020 | 28-03-2020 |  | 3 663(+8,9%)    | 201(+21%)       |
| 29-03-2020 | 29-03-2020 |  | 3 944(+7,7%)    | 239(+19%)       |
| 30-03-2020 | 30-03-2020 |  | 4 360(+11%)     | 284(+19%)       |
| 31-03-2020 | 31-03-2020 |  | 4 835(+11%)     | 332(+17%)       |
| 01-04-2020 | 01-04-2020 |  | 5 321(+10%)     | 385(+16%)       |
| 02-04-2020 | 02-04-2020 |  | 5 875(+10%)     | 455(+18%)       |
| 03-04-2020 | 03-04-2020 |  | 6 476(+10%)     | 535(+18%)       |
| 04-04-2020 | 04-04-2020 |  | 6 833(+5,5%)    | 605(+13%)       |
| 05-04-2020 | 05-04-2020 |  | 7 173(+5%)      | 690(+14%)       |
| 06-04-2020 | 06-04-2020 |  | 7 562(+5,4%)    | 780(+13%)       |
| 07-04-2020 | 07-04-2020 |  | 8 300(+9,8%)    | 864(+11%)       |
| 08-04-2020 | 08-04-2020 |  | 8 955(+7,9%)    | 979(+13%)       |
| 09-04-2020 | 09-04-2020 |  | 9 600(+7,2%)    | 1 065(+8,8%)    |
| 10-04-2020 | 10-04-2020 |  | 10 054(+4,7%)   | 1 155(+8,5%)    |
| 11-04-2020 | 11-04-2020 |  | 10 449(+3,9%)   | 1 258(+8,9%)    |
| 12-04-2020 | 12-04-2020 |  | 10 913(+4,4%)   | 1 355(+7,7%)    |
| 13-04-2020 | 13-04-2020 |  | 11 350(+4%)     | 1 440(+6,3%)    |
| 14-04-2020 | 14-04-2020 |  | 11 829(+4,2%)   | 1 531(+6,3%)    |
| 15-04-2020 | 15-04-2020 |  | 12 433(+5,1%)   | 1 646(+7,5%)    |
| 16-04-2020 | 16-04-2020 |  | 13 056(+5%)     | 1 757(+6,7%)    |
| 17-04-2020 | 17-04-2020 |  | 13 744(+5,3%)   | 1 839(+4,7%)    |
| 18-04-2020 | 18-04-2020 |  | 14 276(+3,9%)   | 1 925(+4,7%)    |
| 19-04-2020 | 19-04-2020 |  | 14 664(+2,7%)   | 2 013(+4,6%)    |
| 20-04-2020 | 20-04-2020 |  | 15 125(+3,1%)   | 2 097(+4,2%)    |
| 21-04-2020 | 21-04-2020 |  | 15 831(+4,7%)   | 2 159(+3%)      |
| 22-04-2020 | 22-04-2020 |  | 16 553(+4,6%)   | 2 236(+3,6%)    |
| 23-04-2020 | 23-04-2020 |  | 17 311(+4,6%)   | 2 322(+3,8%)    |
| 24-04-2020 | 24-04-2020 |  | 18 097(+4,5%)   | 2 411(+3,8%)    |
| 25-04-2020 | 25-04-2020 |  | 18 570(+2,6%)   | 2 484(+3%)      |
| 26-04-2020 | 26-04-2020 |  | 18 870(+1,6%)   | 2 559(+3%)      |
| 27-04-2020 | 27-04-2020 |  | 19 446(+3,1%)   | 2 632(+2,9%)    |
| 28-04-2020 | 28-04-2020 |  | 20 207(+3,9%)   | 2 714(+3,1%)    |
| 29-04-2020 | 29-04-2020 |  | 21 037(+4,1%)   | 2 798(+3,1%)    |
| 30-04-2020 | 30-04-2020 |  | 21 715(+3,2%)   | 2 876(+2,8%)    |
| 01-05-2020 | 01-05-2020 |  | 22 247(+2,4%)   | 2 954(+2,7%)    |
| 02-05-2020 | 02-05-2020 |  | 22 545(+1,3%)   | 3 027(+2,5%)    |
| 03-05-2020 | 03-05-2020 |  | 22 807(+1,2%)   | 3 102(+2,5%)    |
| 04-05-2020 | 04-05-2020 |  | 23 308(+2,2%)   | 3 186(+2,7%)    |
| 05-05-2020 | 05-05-2020 |  | 23 970(+2,8%)   | 3 258(+2,3%)    |
| 06-05-2020 | 06-05-2020 |  | 24 722(+3,1%)   | 3 331(+2,2%)    |
| 07-05-2020 | 07-05-2020 |  | 25 544(+3,3%)   | 3 411(+2,4%)    |
| 08-05-2020 | 08-05-2020 |  | 26 257(+2,8%)   | 3 471(+1,8%)    |
| 09-05-2020 | 09-05-2020 |  | 26 766(+1,9%)   | 3 538(+1,9%)    |
| 10-05-2020 | 10-05-2020 |  | 27 044(+1%)     | 3 612(+2,1%)    |
| 11-05-2020 | 11-05-2020 |  | 27 530(+1,8%)   | 3 676(+1,8%)    |
| 12-05-2020 | 12-05-2020 |  | 28 330(+2,9%)   | 3 737(+1,7%)    |
| 13-05-2020 | 13-05-2020 |  | 29 051(+2,5%)   | 3 787(+1,3%)    |
| 14-05-2020 | 14-05-2020 |  | 29 737(+2,4%)   | 3 833(+1,2%)    |
| 15-05-2020 | 15-05-2020 |  | 30 448(+2,4%)   | 3 890(+1,5%)    |
| 16-05-2020 | 16-05-2020 |  | 30 806(+1,2%)   | 3 938(+1,2%)    |
| 17-05-2020 | 17-05-2020 |  | 31 065(+0,84%)  | 3 991(+1,3%)    |
| 18-05-2020 | 18-05-2020 |  | 31 522(+1,5%)   | 4 052(+1,5%)    |
| 19-05-2020 | 19-05-2020 |  | 32 211(+2,2%)   | 4 091(+0,96%)   |
| 20-05-2020 | 20-05-2020 |  | 33 036(+2,6%)   | 4 145(+1,3%)    |
| 21-05-2020 | 21-05-2020 |  | 33 650(+1,9%)   | 4 198(+1,3%)    |
| 22-05-2020 | 22-05-2020 |  | 34 179(+1,6%)   | 4 253(+1,3%)    |
| 23-05-2020 | 23-05-2020 |  | 34 582(+1,2%)   | 4 309(+1,3%)    |
| 24-05-2020 | 24-05-2020 |  | 34 792(+0,61%)  | 4 352(+1%)      |
| 25-05-2020 | 25-05-2020 |  | 35 297(+1,5%)   | 4 394(+0,97%)   |
| 26-05-2020 | 26-05-2020 |  | 36 054(+2,1%)   | 4 422(+0,64%)   |
| 27-05-2020 | 27-05-2020 |  | 36 870(+2,3%)   | 4 460(+0,86%)   |
| 28-05-2020 | 28-05-2020 |  | 37 641(+2,1%)   | 4 500(+0,9%)    |
| 29-05-2020 | 29-05-2020 |  | 38 417(+2,1%)   | 4 540(+0,89%)   |
| 30-05-2020 | 30-05-2020 |  | 38 849(+1,1%)   | 4 579(+0,86%)   |
| 31-05-2020 | 31-05-2020 |  | 39 114(+0,68%)  | 4 624(+0,98%)   |
| 01-06-2020 | 01-06-2020 |  | 39 758(+1,6%)   | 4 664(+0,87%)   |
| 02-06-2020 | 02-06-2020 |  | 40 647(+2,2%)   | 4 700(+0,77%)   |
| 03-06-2020 | 03-06-2020 |  | 41 717(+2,6%)   | 4 726(+0,55%)   |
| 04-06-2020 | 04-06-2020 |  | 42 759(+2,5%)   | 4 771(+0,95%)   |
| 05-06-2020 | 05-06-2020 |  | 43 902(+2,7%)   | 4 808(+0,78%)   |
| 06-06-2020 | 06-06-2020 |  | 44 728(+1,9%)   | 4 836(+0,58%)   |
| 07-06-2020 | 07-06-2020 |  | 45 190(+1%)     | 4 869(+0,68%)   |
| 08-06-2020 | 08-06-2020 |  | 45 733(+1,2%)   | 4 907(+0,78%)   |
| 09-06-2020 | 09-06-2020 |  | 46 666(+2%)     | 4 941(+0,69%)   |
| 10-06-2020 | 10-06-2020 |  | 48 153(+3,2%)   | 4 980(+0,79%)   |
| 11-06-2020 | 11-06-2020 |  | 49 500(+2,8%)   | 5 014(+0,68%)   |
| 12-06-2020 | 12-06-2020 |  | 50 891(+2,8%)   | 5 041(+0,54%)   |
| 13-06-2020 | 13-06-2020 |  | 52 004(+2,2%)   | 5 074(+0,65%)   |
| 14-06-2020 | 14-06-2020 |  | 52 423(+0,81%)  | 5 098(+0,47%)   |
| 15-06-2020 | 15-06-2020 |  | 53 132(+1,4%)   | 5 125(+0,53%)   |
| 16-06-2020 | 16-06-2020 |  | 54 414(+2,4%)   | 5 150(+0,49%)   |
| 17-06-2020 | 17-06-2020 |  | 55 916(+2,8%)   | 5 177(+0,52%)   |
| 18-06-2020 | 18-06-2020 |  | 57 476(+2,8%)   | 5 197(+0,39%)   |
| 19-06-2020 | 19-06-2020 |  | 58 797(+2,3%)   | 5 211(+0,27%)   |
| 20-06-2020 | 20-06-2020 |  | 59 571(+1,3%)   | 5 229(+0,35%)   |
| 21-06-2020 | 21-06-2020 |  | 59 893(+0,54%)  | 5 239(+0,19%)   |
| 22-06-2020 | 22-06-2020 |  | 60 706(+1,4%)   | 5 248(+0,17%)   |
| 23-06-2020 | 23-06-2020 |  | 62 050(+2,2%)   | 5 257(+0,17%)   |
| 24-06-2020 | 24-06-2020 |  | 63 749(+2,7%)   | 5 264(+0,13%)   |
| 25-06-2020 | 25-06-2020 |  | 64 834(+1,7%)   | 5 268(+0,08%)   |
| 26-06-2020 | 26-06-2020 |  | 65 137(+0,47%)  | 5 268(=)        |
| 26-06-2020 | 26-06-2020 |  | 65 224(+0,13%)  | 5 424(+3%)      |
| 27-06-2020 | 27-06-2020 |  | 65 984(+1,2%)   | 5 438(+0,26%)   |
| 28-06-2020 | 28-06-2020 |  | 66 404(+0,64%)  | 5 460(+0,4%)    |
| 29-06-2020 | 29-06-2020 |  | 67 131(+1,1%)   | 5 478(+0,33%)   |
| 30-06-2020 | 30-06-2020 |  | 67 936(+1,2%)   | 5 498(+0,37%)   |
| 01-07-2020 | 01-07-2020 |  | 68 620(+1%)     | 5 515(+0,31%)   |
| 02-07-2020 | 02-07-2020 |  | 69 309(+1%)     | 5 530(+0,27%)   |
| 03-07-2020 | 03-07-2020 |  | 70 028(+1%)     | 5 538(+0,14%)   |
| 04-07-2020 | 04-07-2020 |  | 70 418(+0,56%)  | 5 553(+0,27%)   |
| 05-07-2020 | 05-07-2020 |  | 70 749(+0,47%)  | 5 562(+0,16%)   |
| 06-07-2020 | 06-07-2020 |  | 71 002(+0,36%)  | 5 578(+0,29%)   |
| 07-07-2020 | 07-07-2020 |  | 71 296(+0,41%)  | 5 590(+0,22%)   |
| 08-07-2020 | 08-07-2020 |  | 71 862(+0,79%)  | 5 601(+0,2%)    |
| 09-07-2020 | 09-07-2020 |  | 72 199(+0,47%)  | 5 616(+0,27%)   |
| 10-07-2020 | 10-07-2020 |  | 72 600(+0,56%)  | 5 630(+0,25%)   |
| 11-07-2020 | 11-07-2020 |  | 72 914(+0,43%)  | 5 641(+0,2%)    |
| 12-07-2020 | 12-07-2020 |  | 73 020(+0,15%)  | 5 650(+0,16%)   |
| 13-07-2020 | 13-07-2020 |  | 73 190(+0,23%)  | 5 664(+0,25%)   |
| 14-07-2020 | 14-07-2020 |  | 73 505(+0,43%)  | 5 672(+0,14%)   |
| 15-07-2020 | 15-07-2020 |  | 73 804(+0,41%)  | 5 678(+0,11%)   |
| 16-07-2020 | 16-07-2020 |  | 74 077(+0,37%)  | 5 686(+0,14%)   |
| 17-07-2020 | 17-07-2020 |  | 74 382(+0,41%)  | 5 694(+0,14%)   |
| 18-07-2020 | 18-07-2020 |  | 74 582(+0,27%)  | 5 705(+0,19%)   |
| 19-07-2020 | 19-07-2020 |  | 74 692(+0,15%)  | 5 715(+0,18%)   |
| 20-07-2020 | 20-07-2020 |  | 74 823(+0,18%)  | 5 722(+0,12%)   |
| 21-07-2020 | 21-07-2020 |  | 75 049(+0,3%)   | 5 729(+0,12%)   |
| 22-07-2020 | 22-07-2020 |  | 75 346(+0,4%)   | 5 736(+0,12%)   |
| 23-07-2020 | 23-07-2020 |  | 75 566(+0,29%)  | 5 742(+0,1%)    |
| 24-07-2020 | 24-07-2020 |  | 75 828(+0,35%)  | 5 746(+0,07%)   |
| 25-07-2020 | 25-07-2020 |  | 75 966(+0,18%)  | 5 747(+0,02%)   |
| 26-07-2020 | 26-07-2020 |  | 76 008(+0,06%)  | 5 749(+0,03%)   |
| 27-07-2020 | 27-07-2020 |  | 76 079(+0,09%)  | 5 755(+0,1%)    |
| 28-07-2020 | 28-07-2020 |  | 76 362(+0,37%)  | 5 759(+0,07%)   |
| 29-07-2020 | 29-07-2020 |  | 76 663(+0,39%)  | 5 760(+0,02%)   |
| 30-07-2020 | 30-07-2020 |  | 76 965(+0,39%)  | 5 760(=)        |
| 31-07-2020 | 31-07-2020 |  | 77 223(+0,34%)  | 5 763(+0,05%)   |
| 01-08-2020 | 01-08-2020 |  | 77 526(+0,39%)  | 5 766(+0,05%)   |
| 02-08-2020 | 02-08-2020 |  | 77 564(+0,05%)  | 5 767(+0,02%)   |
| 03-08-2020 | 03-08-2020 |  | 77 729(+0,21%)  | 5 772(+0,09%)   |
| 04-08-2020 | 04-08-2020 |  | 78 063(+0,43%)  | 5 774(+0,03%)   |
| 05-08-2020 | 05-08-2020 |  | 78 488(+0,54%)  | 5 775(+0,02%)   |
| 06-08-2020 | 06-08-2020 |  | 78 866(+0,48%)  | 5 780(+0,09%)   |
| 07-08-2020 | 07-08-2020 |  | 79 246(+0,48%)  | 5 783(+0,05%)   |
| 08-08-2020 | 08-08-2020 |  | 79 506(+0,33%)  | 5 785(+0,03%)   |
| 09-08-2020 | 09-08-2020 |  | 79 579(+0,09%)  | 5 789(+0,07%)   |
| 10-08-2020 | 10-08-2020 |  | 79 775(+0,25%)  | 5 791(+0,03%)   |
| 11-08-2020 | 11-08-2020 |  | 80 192(+0,52%)  | 5 795(+0,07%)   |
| 12-08-2020 | 12-08-2020 |  | 80 636(+0,55%)  | 5 798(+0,05%)   |
| 13-08-2020 | 13-08-2020 |  | 80 998(+0,45%)  | 5 803(+0,09%)   |
| 14-08-2020 | 14-08-2020 |  | 81 342(+0,42%)  | 5 803(=)        |
| 15-08-2020 | 15-08-2020 |  | 81 568(+0,28%)  | 5 804(+0,02%)   |
| 16-08-2020 | 16-08-2020 |  | 81 631(+0,08%)  | 5 804(=)        |
| 17-08-2020 | 17-08-2020 |  | 81 805(+0,21%)  | 5 805(+0,02%)   |
| 18-08-2020 | 18-08-2020 |  | 82 119(+0,38%)  | 5 811(+0,1%)    |
| 19-08-2020 | 19-08-2020 |  | 82 470(+0,43%)  | 5 812(+0,02%)   |
| 20-08-2020 | 20-08-2020 |  | 82 803(+0,4%)   | 5 813(+0,02%)   |
| 21-08-2020 | 21-08-2020 |  | 83 101(+0,36%)  | 5 814(+0,02%)   |
| 22-08-2020 | 22-08-2020 |  | 83 261(+0,19%)  | 5 815(+0,02%)   |
| 23-08-2020 | 23-08-2020 |  | 83 318(+0,07%)  | 5 815(=)        |
| 24-08-2020 | 24-08-2020 |  | 83 500(+0,22%)  | 5 815(=)        |
| 25-08-2020 | 25-08-2020 |  | 83 727(+0,27%)  | 5 815(=)        |
| 26-08-2020 | 26-08-2020 |  | 83 898(+0,2%)   | 5 815(=)        |
| 27-08-2020 | 27-08-2020 |  | 83 874(−0,03%)  | 5 823(+0,14%)   |
| 28-08-2020 | 28-08-2020 |  | 84 053(+0,21%)  | 5 824(+0,02%)   |
| 29-08-2020 | 29-08-2020 |  | 84 184(+0,16%)  | 5 825(+0,02%)   |
| 30-08-2020 | 30-08-2020 |  | 84 232(+0,06%)  | 5 828(+0,05%)   |
| 31-08-2020 | 31-08-2020 |  | 84 394(+0,19%)  | 5 830(+0,03%)   |
| 01-09-2020 | 01-09-2020 |  | 84 565(+0,2%)   | 5 833(+0,05%)   |
| 02-09-2020 | 02-09-2020 |  | 84 778(+0,25%)  | 5 835(+0,03%)   |
| 03-09-2020 | 03-09-2020 |  | 85 064(+0,34%)  | 5 837(+0,03%)   |
| 04-09-2020 | 04-09-2020 |  | 85 326(+0,31%)  | 5 837(=)        |
| 05-09-2020 | 05-09-2020 |  | 85 497(+0,2%)   | 5 837(=)        |
| 06-09-2020 | 06-09-2020 |  | 85 564(+0,08%)  | 5 840(+0,05%)   |
| 07-09-2020 | 07-09-2020 |  | 85 749(+0,22%)  | 5 841(+0,02%)   |
| 08-09-2020 | 08-09-2020 |  | 85 985(+0,28%)  | 5 842(+0,02%)   |
| 09-09-2020 | 09-09-2020 |  | 86 299(+0,37%)  | 5 844(+0,03%)   |
| 10-09-2020 | 10-09-2020 |  | 86 554(+0,3%)   | 5 846(+0,03%)   |
| 11-09-2020 | 11-09-2020 |  | 86 845(+0,34%)  | 5 850(+0,07%)   |
| 12-09-2020 | 12-09-2020 |  | 87 051(+0,24%)  | 5 851(+0,02%)   |
| 13-09-2020 | 13-09-2020 |  | 87 157(+0,12%)  | 5 853(+0,03%)   |
| 14-09-2020 | 14-09-2020 |  | 87 377(+0,25%)  | 5 855(+0,03%)   |
| 15-09-2020 | 15-09-2020 |  | 87 669(+0,33%)  | 5 856(+0,02%)   |
| 16-09-2020 | 16-09-2020 |  | 87 999(+0,38%)  | 5 858(+0,03%)   |
| 17-09-2020 | 17-09-2020 |  | 88 388(+0,44%)  | 5 859(+0,02%)   |
| 18-09-2020 | 18-09-2020 |  | 88 825(+0,49%)  | 5 860(+0,02%)   |
| 19-09-2020 | 19-09-2020 |  | 89 104(+0,31%)  | 5 861(+0,02%)   |
| 20-09-2020 | 20-09-2020 |  | 89 237(+0,15%)  | 5 865(+0,07%)   |
| 21-09-2020 | 21-09-2020 |  | 89 503(+0,3%)   | 5 867(+0,03%)   |
| 22-09-2020 | 22-09-2020 |  | 89 941(+0,49%)  | 5 868(+0,02%)   |
| 23-09-2020 | 23-09-2020 |  | 90 494(+0,61%)  | 5 868(=)        |
| 24-09-2020 | 24-09-2020 |  | 91 034(+0,6%)   | 5 869(+0,02%)   |
| 25-09-2020 | 25-09-2020 |  | 91 664(+0,69%)  | 5 873(+0,07%)   |
| 26-09-2020 | 26-09-2020 |  | 91 989(+0,35%)  | 5 875(+0,03%)   |
| 27-09-2020 | 27-09-2020 |  | 92 156(+0,18%)  | 5 876(+0,02%)   |
| 28-09-2020 | 28-09-2020 |  | 92 534(+0,41%)  | 5 877(+0,02%)   |
| 29-09-2020 | 29-09-2020 |  | 93 147(+0,66%)  | 5 879(+0,03%)   |
| 30-09-2020 | 30-09-2020 |  | 93 835(+0,74%)  | 5 883(+0,07%)   |
| 01-10-2020 | 01-10-2020 |  | 94 468(+0,67%)  | 5 884(+0,02%)   |
| 02-10-2020 | 02-10-2020 |  | 95 180(+0,75%)  | 5 887(+0,05%)   |
| 03-10-2020 | 03-10-2020 |  | 95 641(+0,48%)  | 5 890(+0,05%)   |
| 04-10-2020 | 04-10-2020 |  | 95 796(+0,16%)  | 5 893(+0,05%)   |
| 05-10-2020 | 05-10-2020 |  | 96 170(+0,39%)  | 5 895(+0,03%)   |
| 06-10-2020 | 06-10-2020 |  | 96 956(+0,82%)  | 5 899(+0,07%)   |
| 07-10-2020 | 07-10-2020 |  | 97 787(+0,86%)  | 5 902(+0,05%)   |
| 08-10-2020 | 08-10-2020 |  | 98 622(+0,85%)  | 5 903(+0,02%)   |
| 09-10-2020 | 09-10-2020 |  | 99 405(+0,79%)  | 5 908(+0,08%)   |
| 10-10-2020 | 10-10-2020 |  | 99 914(+0,51%)  | 5 912(+0,07%)   |
| 11-10-2020 | 11-10-2020 |  | 100 075(+0,16%) | 5 914(+0,03%)   |
| 12-10-2020 | 12-10-2020 |  | 100 712(+0,64%) | 5 916(+0,03%)   |
| 13-10-2020 | 13-10-2020 |  | 101 628(+0,91%) | 5 917(+0,02%)   |
| 14-10-2020 | 14-10-2020 |  | 102 596(+0,95%) | 5 919(+0,03%)   |
| 15-10-2020 | 15-10-2020 |  | 103 500(+0,88%) | 5 922(+0,05%)   |
| 16-10-2020 | 16-10-2020 |  | 104 680(+1,1%)  | 5 923(+0,02%)   |
| 17-10-2020 | 17-10-2020 |  | 105 378(+0,67%) | 5 924(+0,02%)   |
| 18-10-2020 | 18-10-2020 |  | 105 699(+0,3%)  | 5 924(=)        |
| 19-10-2020 | 19-10-2020 |  | 106 471(+0,73%) | 5 925(+0,02%)   |
| 20-10-2020 | 20-10-2020 |  | 107 764(+1,2%)  | 5 925(=)        |
| 21-10-2020 | 21-10-2020 |  | 109 339(+1,5%)  | 5 925(=)        |
| 22-10-2020 | 22-10-2020 |  | 110 594(+1,1%)  | 5 926(+0,02%)   |
| 23-10-2020 | 23-10-2020 |  | 112 866(+2,1%)  | 5 927(+0,02%)   |
| 24-10-2020 | 24-10-2020 |  | 114 343(+1,3%)  | 5 935(+0,13%)   |
| 25-10-2020 | 25-10-2020 |  | 114 857(+0,45%) | 5 943(+0,13%)   |
| 26-10-2020 | 26-10-2020 |  | 115 926(+0,93%) | 5 954(+0,19%)   |
| 27-10-2020 | 27-10-2020 |  | 118 340(+2,1%)  | 5 963(+0,15%)   |
| 28-10-2020 | 28-10-2020 |  | 121 730(+2,9%)  | 5 972(+0,15%)   |
| 29-10-2020 | 29-10-2020 |  | 124 992(+2,7%)  | 5 981(+0,15%)   |
| 30-10-2020 | 30-10-2020 |  | 129 048(+3,2%)  | 5 990(+0,15%)   |
| 31-10-2020 | 31-10-2020 |  | 132 035(+2,3%)  | 6 003(+0,22%)   |
| 01-11-2020 | 01-11-2020 |  | 133 332(+0,98%) | 6 025(+0,37%)   |
| 02-11-2020 | 02-11-2020 |  | 134 901(+1,2%)  | 6 045(+0,33%)   |
| 03-11-2020 | 03-11-2020 |  | 138 509(+2,7%)  | 6 064(+0,31%)   |
| 04-11-2020 | 04-11-2020 |  | 142 991(+3,2%)  | 6 085(+0,35%)   |
| 05-11-2020 | 05-11-2020 |  | 147 735(+3,3%)  | 6 107(+0,36%)   |
| 06-11-2020 | 06-11-2020 |  | 152 189(+3%)    | 6 132(+0,41%)   |
| 07-11-2020 | 07-11-2020 |  | 156 641(+2,9%)  | 6 158(+0,42%)   |
| 08-11-2020 | 08-11-2020 |  | 158 738(+1,3%)  | 6 180(+0,36%)   |
| 09-11-2020 | 09-11-2020 |  | 162 463(+2,3%)  | 6 215(+0,57%)   |
| 10-11-2020 | 10-11-2020 |  | 166 960(+2,8%)  | 6 250(+0,56%)   |
| 11-11-2020 | 11-11-2020 |  | 172 670(+3,4%)  | 6 277(+0,43%)   |
| 12-11-2020 | 12-11-2020 |  | 178 236(+3,2%)  | 6 305(+0,45%)   |
| 13-11-2020 | 13-11-2020 |  | 184 966(+3,8%)  | 6 338(+0,52%)   |
| 14-11-2020 | 14-11-2020 |  | 188 480(+1,9%)  | 6 376(+0,6%)    |
| 15-11-2020 | 15-11-2020 |  | 190 061(+0,84%) | 6 415(+0,61%)   |
| 16-11-2020 | 16-11-2020 |  | 192 606(+1,3%)  | 6 452(+0,58%)   |
| 17-11-2020 | 17-11-2020 |  | 197 066(+2,3%)  | 6 494(+0,65%)   |
| 18-11-2020 | 18-11-2020 |  | 202 027(+2,5%)  | 6 545(+0,79%)   |
| 19-11-2020 | 19-11-2020 |  | 209 646(+3,8%)  | 6 590(+0,69%)   |
| 20-11-2020 | 20-11-2020 |  | 215 106(+2,6%)  | 6 635(+0,68%)   |
| 21-11-2020 | 21-11-2020 |  | 219 599(+2,1%)  | 6 686(+0,77%)   |
| 22-11-2020 | 22-11-2020 |  | 222 021(+1,1%)  | 6 745(+0,88%)   |
| 23-11-2020 | 23-11-2020 |  | 225 898(+1,7%)  | 6 800(+0,82%)   |
| 24-11-2020 | 24-11-2020 |  | 231 573(+2,5%)  | 6 867(+0,99%)   |
| 25-11-2020 | 25-11-2020 |  | 237 640(+2,6%)  | 6 937(+1%)      |
| 26-11-2020 | 26-11-2020 |  | 244 543(+2,9%)  | 6 996(+0,85%)   |
| 27-11-2020 | 27-11-2020 |  | 251 005(+2,6%)  | 7 059(+0,9%)    |
| 28-11-2020 | 28-11-2020 |  | 254 830(+1,5%)  | 7 109(+0,71%)   |
| 29-11-2020 | 29-11-2020 |  | 257 584(+1,1%)  | 7 160(+0,72%)   |
| 30-11-2020 | 30-11-2020 |  | 261 067(+1,4%)  | 7 225(+0,91%)   |
| 01-12-2020 | 01-12-2020 |  | 266 887(+2,2%)  | 7 292(+0,93%)   |
| 02-12-2020 | 02-12-2020 |  | 273 434(+2,5%)  | 7 362(+0,96%)   |
| 03-12-2020 | 03-12-2020 |  | 280 420(+2,6%)  | 7 436(+1%)      |
| 04-12-2020 | 04-12-2020 |  | 287 759(+2,6%)  | 7 506(+0,94%)   |
| 05-12-2020 | 05-12-2020 |  | 292 624(+1,7%)  | 7 548(+0,56%)   |
| 06-12-2020 | 06-12-2020 |  | 294 427(+0,62%) | 7 629(+1,1%)    |
| 07-12-2020 | 07-12-2020 |  | 298 209(+1,3%)  | 7 685(+0,73%)   |
| 08-12-2020 | 08-12-2020 |  | 305 656(+2,5%)  | 7 737(+0,68%)   |
| 09-12-2020 | 09-12-2020 |  | 314 052(+2,7%)  | 7 810(+0,94%)   |
| 10-12-2020 | 10-12-2020 |  | 320 754(+2,1%)  | 7 889(+1%)      |
| 11-12-2020 | 11-12-2020 |  | 328 475(+2,4%)  | 7 965(+0,96%)   |
| 12-12-2020 | 12-12-2020 |  | 335 015(+2%)    | 8 025(+0,75%)   |
| 13-12-2020 | 13-12-2020 |  | 338 072(+0,91%) | 8 086(+0,76%)   |
| 14-12-2020 | 14-12-2020 |  | 341 610(+1%)    | 8 164(+0,96%)   |
| 15-12-2020 | 15-12-2020 |  | 348 618(+2,1%)  | 8 235(+0,87%)   |
| 16-12-2020 | 16-12-2020 |  | 357 445(+2,5%)  | 8 307(+0,87%)   |
| 17-12-2020 | 17-12-2020 |  | 367 091(+2,7%)  | 8 375(+0,82%)   |
| 18-12-2020 | 18-12-2020 |  | 375 012(+2,2%)  | 8 421(+0,55%)   |
| 19-12-2020 | 19-12-2020 |  | 380 525(+1,5%)  | 8 462(+0,49%)   |
| 20-12-2020 | 20-12-2020 |  | 384 279(+0,99%) | 8 513(+0,6%)    |
| 21-12-2020 | 21-12-2020 |  | 389 444(+1,3%)  | 8 533(+0,23%)   |
| 22-12-2020 | 22-12-2020 |  | 396 049(+1,7%)  | 8 561(+0,33%)   |
| 23-12-2020 | 23-12-2020 |  | 407 431(+2,9%)  | 8 586(+0,29%)   |
| 24-12-2020 | 24-12-2020 |  | 412 467(+1,2%)  | 8 613(+0,31%)   |
| 25-12-2020 | 25-12-2020 |  | 415 262(+0,68%) | 8 636(+0,27%)   |
| 26-12-2020 | 26-12-2020 |  | 418 233(+0,72%) | 8 661(+0,29%)   |
| 27-12-2020 | 27-12-2020 |  | 421 445(+0,77%) | 8 681(+0,23%)   |
| 28-12-2020 | 28-12-2020 |  | 428 545(+1,7%)  | 8 701(+0,23%)   |
| 29-12-2020 | 29-12-2020 |  | 437 379(+2,1%)  | 8 704(+0,03%)   |
| Fonti: - Ministero della sanità svedese - Ultimo aggiornamento: 30.12.2020, 18:00 GMT - Il governo svedese non comunica i dati sui guariti |            |  |                 |                 |

## Cronologia

### Primi casi
Il 31 gennaio è stato confermato il primo caso svedese in una donna di Jönköping proveniente da Wuhan il 24 gennaio. Il caso è stato completamente isolato è non è stata riportata l'ulteriore diffusione della malattia. Il secondo caso è stato diagnosticato all'Ospedale universitario Sahlgrenska di Göteborg il 26 febbraio, dopo che un uomo rientrato dal Nord Italia in seguito alla pandemia di COVID-19 del 2020 in Italia ha sviluppato i sintomi. Con cinque casi aggiuntivi confermati il 27 febbraio, l'Agenzia svedese di sanità pubblica (Folkhälsomyndigheten) ha affermato che questi casi erano tutti legati a viaggi in zone ad alto rischio e che non esisteva alcuna evidenza di una diffusione locale.
Il 27 febbraio la contea di Uppsala ha confermato il suo primo caso in una donna, che in precedenza era stata in Germania, ricoverata all'Ospedale universitario di Uppsala presentando sintomi simil-influenzali. Il 9 marzo è stato isolato all'Ospedale Sankt Görans di Stoccolma il primo caso di trasmissione locale della COVID-19. Il giorno successivo anche le contee di Jämtland e di Västernorrland hanno confermato i loro primi casi originati da persone tornate dall'Italia.

### Diffusione della pandemia
In risposta alla segnalazione di focolai locali nelle contee di Stoccolma e di Västra Götaland, l'Agenzia di sanità pubblica ha innalzato la valutazione del rischio di diffusione all'interno della comunità da moderato a molto elevato, ovvero al livello massimo. L'11 marzo è stato riportato il primo decesso, un ultrasettantenne morto nel reparto di terapia intensiva dell'Ospedale universitario Karolinska e contagiatosi in patria.
L'Agenzia di sanità pubblica della Svezia ha dichiarato il 13 marzo la necessità di adottare ulteriori sforzi per bloccare la diffusione della COVID-19 e proteggere i più anziani e i più vulnerabili da questa malattia. Al 9 aprile, l'Agenzia riteneva che il 5-10% della popolazione della contea di Stoccolma fosse portatrice del virus.
A metà aprile è stato riportato che delle circa 1.300 persone morte dopo avere contratto il virus, un terzo viveva nelle case di riposo. A Stoccolma, la città maggiormente colpita dalla pandemia, la metà delle morti registrate è avvenuta proprio fra i residenti delle case di riposo. A fine mese giungono le lodi dell'Organizzazione mondiale della sanità per l'approccio di contenimento adottato dalla Svezia, che non ha mai imposto alcun lockdown, indicandolo come modello da seguire per le altre nazioni intente a concludere la fase di confinamento, ponendo in particolare l'enfasi sull'affidamento alla popolazione affinché questa applichi il distanziamento e l'autoregolazione.
Agli inizi di maggio viene reso noto che R0 ha costantemente raggiunto un valore inferiore a 1. A giugno è stato segnalato un aumento significativo di casi confermati di COVID-19 che è stato attribuito dalle autorità sanitarie al maggior numero di test eseguiti, negando l'esistenza di un nuovo picco. Lo stesso mese il governo ha stanziato 5,9 miliardi di corone svedesi per incrementare i test e l'attività di rilevamento della COVID-19.

## Misure di contenimento
La Svezia, contrariamente a molte altre nazioni, non ha mai imposto alcun lockdown, preferendo invece fare affidamento sulla responsabilità dei singoli individui. L'epidemiologo di Stato Anders Tegnell ha assunto un ruolo centrale nell'elaborazione delle misure di contenimento che hanno introdotto limitazioni riguardanti solamente il divieto di assembramenti con più di 50 persone, l'imposizione a bar e ristoranti del servizio ai tavoli, e la sospensione delle visite agli anziani nelle case di riposo. Per il resto, è stata posta enfasi sull'importanza dell'igiene, del distanziamento sociale, del telelavoro ove applicabile, e sulla necessità di evitare viaggi non strettamente necessari sia all'estero sia all'interno del Paese. Le scuole fino ai 16 anni di età sono state mantenute aperte, anche per evitare ai genitori di dover accudire i propri figli in casa o di lasciarli a persone anziane che sono più suscettibili alla malattia, mentre chiunque manifesti sintomi respiratori anche lievi viene invitato ad autoisolarsi, così come tutte le persone di età superiore ai 70 anni e gli altri soggetti a rischio.
Accusato da altre nazioni estere e da alcuni medici svedesi di volere perseguire l'immunità di gregge attraverso la strategia adottata, Tegnell ha negato tale eventualità pur sottolineando l'importanza di raggiungere questa immunità in un futuro prossimo.

## Statistiche

Evoluzione della pandemia in Svezia su scala logaritmica:     casi     decessi
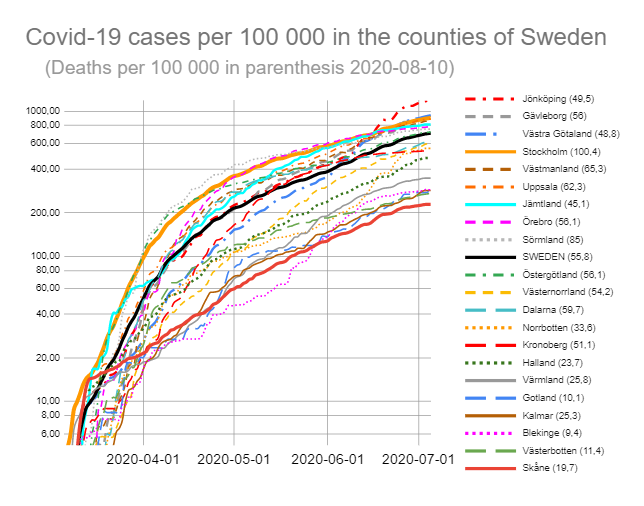
Evoluzione dei casi di COVID-19 nelle singole contee della Svezia

## Reazioni politiche
Il 17 dicembre 2020, durante il consueto discorso di fine anno tenuto da re Carlo XVI Gustavo, il sovrano ha dichiarato come la strategia svedese sia stata fallimentare alla luce dell'elevato numero di morti avuti, rispetto alle altre nazioni. Non era mai capitato prima che un Re svedese tenesse un discorso così critico nei confronti dell'operato del governo. Anders Tegnell ha preferito non commentare quanto affermato dal sovrano.